# ルシアーノ・モンソン
ルシアーノ・ファビアン・モンソン・ビジャルバ（Luciano Fabián Monzón Villalba, 1987年4月13日 - ）は、アルゼンチン・ロサリオ出身のサッカー選手。アトレティコ・トゥクマン所属。元アルゼンチン代表。ポジションはディフェンダー（左サイドバック）。

## 経歴

### クラブ
2007-08シーズンにボカ・ジュニアーズからデビューし、リーグ戦14試合に出場した。北京オリンピックでの活躍でハンブルガーSVなどヨーロッパのクラブの注目を集め、2008年8月29日に推定移籍金900万ユーロでスペインのレアル・ベティスに移籍した。9月24日、カンプ・ノウで行われたFCバルセロナ戦(2-3)でデビューし、その試合で移籍後初得点も挙げた。
ただし後にレンタル移籍であることが明らかにされ、2008-09シーズン終了後にレンタル期間が終わるとボカに戻った。この時、ボカの他のスター選手と比べて著しく低い年俸であることが明らかにされた。
2011年7月11日、フランスのOGCニースと4年契約を結んだ。
2012年8月26日、バレンシアCFに放出したアリ・シソコの後釜としてオリンピック・リヨンへ移籍。レミ・ガルド監督の下、シーズン開幕当初はレギュラーとしてプレーしたが次第に出場機会を失い、2013年1月10日、チアゴ・カルレットのサンパウロFC復帰で左サイドバックのポジションが手薄になっていたブラジルのフルミネンセFCに半年間のレンタルで加入した。
2013年7月16日、セリエBに降格したカルチョ・カターニアと4年契約を結んだ。移籍金は330万ユーロで活躍に応じて最大30万ユーロが上乗せされる。
2015年1月21日、チームメイトのヒーノ・ペルッシと共にボカ・ジュニアーズに加入、3年半振りに古巣へ復帰した。翌年1月21日、カンペオナート・スコシアバンクのウニベルシダ・デ・チレに移籍することが決定した。

### 代表
2008年8月、北京オリンピックに出場するU-23アルゼンチン代表のメンバーに選出され、初戦以外の4試合に出場して同国の優勝に貢献した。同年10月、2010 FIFAワールドカップ・南米予選のためにアルゼンチンA代表に招集されたが、出場はしていない。

## 個人成績
| シーズン | クラブ             | リーグ                   | リーグ | リーグ |
| シーズン | クラブ             | リーグ                   | 出場   | 得点   |
| -------- | ------------------ | ------------------------ | ------ | ------ |
| 2007-08  | ボカ・ジュニアーズ | プリメーラ・ディビシオン | 14     | 0      |
| 2008-09  | ベティス           | プリメーラ・ディビシオン | 13     | 2      |
| 2009-10  | ボカ・ジュニアーズ | プリメーラ・ディビシオン | 23     | 2      |
| 2010-11  | ボカ・ジュニアーズ | プリメーラ・ディビシオン | 22     | 0      |
| 2011-12  | ニース             | リーグ・アン             | 34     | 8      |
| 2012-13  | ニース             | リーグ・アン             | 1      | 0      |
| 2012-13  | リヨン             | リーグ・アン             | 5      | 0      |
| 2013     | フルミネンセ       | セリエA                  | 2      | 0      |
| 2013-14  | カターニア         | セリエA                  | 22     | 2      |
| 2014-15  | カターニア         | セリエB                  | 16     | 0      |
| 通算     | 通算               | 通算                     | 152    | 14     |

## タイトル

### クラブ
ボカ・ジュニアーズ
- プリメーラ・ディビシオン : 2015
- コパ・アルヘンティーナ : 2014-15

U-23アルゼンチン代表
- オリンピックのサッカー競技 金メダル : 2008